# Liste d'accidents aériens dans les années 2000
Pour un article plus général, voir Liste de listes d'accidents aériens.
Cet article présente une liste d'accidents aériens dans les années 2000.

## Années 2000

### 2000
- 10 janvier 2000 : vol 498 Crossair- écrasement d'un Saab 340 Cityliner. Dix morts, aucun survivant.
- 30 janvier 2000 : vol 431 Kenya Airways- écrasement d’un Airbus A310 à Abidjan. 169 morts, 10 survivants.
- 31 janvier 2000 : vol 261 Alaska Airlines- un McDonnell Douglas MD-83 de la compagnie Alaska Airlines est victime d'un blocage du compensateur de la gouverne de profondeur et s’abîme dans l’Océan Pacifique, à 35 km au nord-ouest de Los Angeles, faisant 88 morts.
- 30 mars 2000 : Sri Lanka Air Force- un Antonov s'écrase au Sri Lanka, tuant les 40 personnes à bord.
- 19 avril 2000 : un Boeing 737 de la compagnie Air Philippines s'écrase à Davao, alors qu'il entame son approche d'atterrissage. Les 131 personnes présentes à bord sont tuées.
- 12 juillet 2000 : le vol 3378 d’Hapag-Lloyd Flug, opéré par un Airbus A310 entre Chypre et Hanovre en Allemagne, se voit forcé d'atterrir en urgence à Vienne en Autriche à la suite d'une panne de carburant. Malgré un atterrissage forcé 500 mètres avant la piste, aucun mort ni blessé grave n'est à déplorer.
- 17 juillet 2000 : un Boeing 737 de la compagnie Alliance Airlines s'écrase sur des bureaux gouvernementaux, près de l'aéroport de Patna. Parmi les 58 personnes à bord, 51 ont été tuées, plus cinq personnes au sol.
- 25 juillet 2000 : vol 4590 Air France- un Concorde d’Air France [F-BTSC], moteur en feu au moment de son décollage de l’aéroport de Roissy, s’écrase à quelques kilomètres de là sur un hôtel à Gonesse, tuant ses 109 passagers et membres d’équipage ainsi que quatre personnes au sol. C'est le seul accident d'un Concorde. L'accident est dû à l'explosion du pneu arrière gauche qui éventra le réservoir de carburant et sectionna un câble électrique permettant de rentrer les trains. Une étincelle se produisit et enflamma le kérosène des moteurs, entraînant une perte de puissance et une rapide perte de contrôle de l'aéronef.
- 23 août 2000 : Vol 072 Gulf Air, l'Airbus A320 s'écrase en mer après avoir raté plusieurs fois son approche de l'aéroport de Bahreïn en faisant 143 victimes.
- 31 octobre 2000 : vol 006 Singapore Airlines - par forte tempête, un Boeing 747 de la Singapore Airlines se trompe de piste au décollage sur l’aéroport Chiang Kai-Chek de Taïpei (Taïwan) et heurte des engins de chantier car la piste était en travaux. 83 morts et 96 survivants dont 71 blessés.

### 2001
- 24 mars 2001 : le vol 1501 Air caraibes, un de Havilland Canada DHC-6 Twin Otter 300 en provenance de Saint-Martin, s'écrase à l'atterrissage à l'aéroport de Saint-Barthélemy. L'accident a causé la mort de 20 personnes : les 19 occupants de l'appareil accidenté, et une personne au sol.
- 4 juillet 2001 : le Vol 352 Vladivostok Avia s'écrase lors de son approche de l'aéroport d'Irkoutsk en Russie, faisant 145 victimes à bord du Tupolev Tu-154M.
- 24 juillet 2001 : un Airbus A320 et un Airbus A340, tous deux de la SriLankan Airlines sont abattus par la LTTE à l'aéroport international Bandaranaike à Colombo au Sri Lanka. 19 morts et 14 blessés.

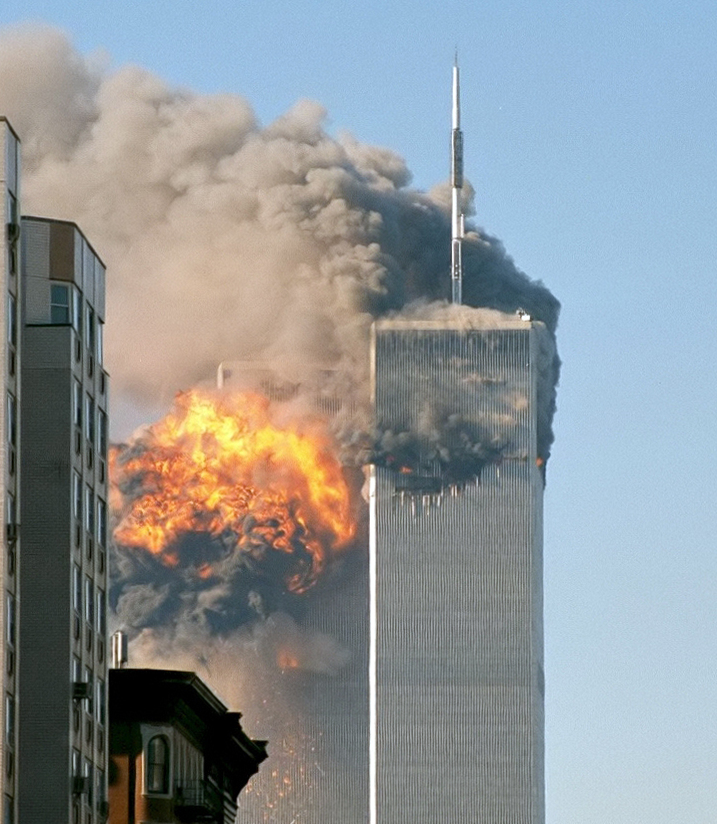
Le vol UA175 percutant la tour Sud.

- 11 septembre 2001 - Attentats du 11 septembre 2001 : le détournement de quatre avions de ligne intérieure aux États-Unis et les attentats qui suivirent ont fait près de 3 000 victimes.
  - Vol American Airlines 11, 92 passagers, membres d’équipage et terroristes.
  - Vol United Airlines 175, 65 passagers, membres d’équipage et terroristes.
  - Dans les tours du World Trade Center, 2 595 personnes dont 343 sapeurs-pompiers de New York, 23 officiers de police du NYPD, 37 officiers de la police du port.
  - Vol American Airlines 77, 64 passagers, membres d’équipage et terroristes et 125 civils et militaires dans le bâtiment du Pentagone percuté.
  - Vol United Airlines 93, 44 passagers, membres d’équipage et terroristes dans l'accident au sol près de Shanksville, en Pennsylvanie.
- 4 octobre 2001 : le vol 1812 Siberia Airlines, un Tupolev Tu-154 qui assurait un vol de Tel-Aviv à Novossibirsk, est abattu par erreur par l’armée ukrainienne au-dessus de la mer Noire, au large de Sotchi. Pas de survivant parmi les 78 passagers et membres d’équipage.
- 8 octobre 2001 : accident de Linate- un McDonnell Douglas MD-87 de la compagnie Scandinavian Airlines (SAS) se fracasse contre un dépôt à bagages après avoir heurté un petit avion privé, à l’aéroport de Linate à Milan. L’accident fait 118 morts. C’est la plus grave catastrophe aérienne jamais arrivée en Italie, et le second plus grave accident d’avions au sol après l'accident aérien de Tenerife.
- 12 novembre 2001 : vol 587 American Airlines, un Airbus A300-600 d’American Airlines à destination de la République dominicaine s’écrase sur la banlieue de New York peu de temps après avoir décollé de l’aéroport Kennedy. 265 morts dont cinq personnes au sol. L’enquête conclura à une faute du copilote, un usage excessif de la commande de la gouverne verticale.
- 24 novembre 2001 : le vol 3597 Crossair, en provenance de Berlin, s'écrase à l'approche de l'aéroport de Zurich, sur une colline à plus de 4 km du seuil de la piste. L'origine du crash est la mauvaise visibilité sur une piste sans guidage performant, mais la cause principale provient d’une erreur de pilotage du commandant de bord qui n’a pas respecté l’altitude minimale (2 400 pieds) en vigueur à cet endroit. Cet accident a causé la mort de 21 passagers dont la chanteuse Melanie Thornton et trois membres d'équipage, alors que sept passagers et deux membres ont survécu en dépit de sérieuses blessures.

### 2002
- 28 janvier 2002 : le vol 120 TAME s'écrase contre le volcan Cumbal en Colombie faisant 94 victimes (aucun survivant) à bord du Boeing 727.
- 12 février 2002 : le vol 956 Iran Air Tours en provenance de Téhéran s'écrase contre une montagne à 9 100 pieds d'altitude lors de son approche de Khorramabad en Iran. Les 119 occupants du Tupolev Tu-154 meurent dans la catastrophe. L'accident serait en partie lié aux conditions météorologiques exécrables qui régnaient sur la zone ce jour-là.
- 15 avril 2002 : le Vol 129 Air China s’écrase lors de son dernier virage d'approche sur la piste 18 de l'aéroport de Pusan-Kimhae en Corée du Sud. Parmi les 166 personnes à bord du Boeing 767, 129 meurent. Le pilote (qui a survécu mais pas les copilotes) avait trop tardé à virer, n'a pas opéré de remise de gaz et a continué à descendre pour entrer en collision avec une colline.
- 7 mai 2002 :
  - Le vol 6136 China Northern Airlines - un McDonnell Douglas MD-82 de la compagnie chinoise China Northern sombre en mer, près de Dalian (nord-est), provoquant la mort de 112 personnes. Un incendie volontaire provoqué par un passager est à l'origine de la catastrophe.
  - Le vol 843 Egyptair - un Boeing 737-566 de la compagnie égyptienne Egyptair effectuant un vol Le Caire Tunis; s'écrasa lors de son approche sur la colline d'Ennasr en banlieue de Tunis. Un problème au niveau du train d’atterrissage étant en cause, le commandant effectua d'abord un passage à basse altitude au-dessus de l'aéroport avant de tenter l’atterrissage. Durant l'approche, l'avion percuta le sol faisant 14 morts sur les 62 personnes à bord. Les conditions météo n'étaient pas très bonnes, avec de forts vents violents et une visibilité de 5 000 mètres.
- 25 mai 2002 : vol 611 China Airlines - un Boeing 747 parti de l’aéroport Chiang Kai Shek de Taïwan se disloque en plein vol faisant 225 victimes.
- 1er juillet 2002 : Accident aérien d'Überlingen - près de Überlingen en Allemagne, un Tupolev Tu-154 de la Bashkirian Airlines, en provenance de Moscou et à destination de Barcelone, entre en collision à 11 000 m d'altitude, à 21 h 36 UTC, avec un Boeing 757 cargo de DHL, provenant de Bergame et volant vers Bruxelles. L'accident fait 71 morts : les deux pilotes du 757 et les 57 passagers et 12 membres d'équipage du Tu-154 ; il n'y a aucun survivant. Le Tupolev transportait 52 écoliers ayant gagné un voyage scolaire en Espagne. L'enquête conclut que la collision est due aux trois facteurs suivants qui feront école :

1. absence d'harmonisation des procédures allemande et russe (suivre l'instruction du système anti-collision à bord ou du contrôleur au sol) ;
2. mauvaise gestion du trafic due à la présence d'un seul contrôleur (centre de Zurich, Suisse) pour deux fréquences ;
3. arrêt pour maintenance simultanée du système anti-collision au sol et de deux des trois lignes téléphoniques.

- 27 juillet 2002 : Accident du meeting aérien de Sknyliv - enfreignant les consignes de vol et de sécurité, le pilote russe d’un Sukhoï SU-27 effectue des acrobaties au-dessus de la foule lors d’un meeting aérien à Lviv (Ukraine). Accrochant un arbre lors d’un passage à basse altitude, l’avion s’écrase, faisant 85 morts et plus d’une centaine de blessés.
- 6 novembre 2002 : vol 9642 Luxair - un Fokker F50 immatriculé LX-LGB de la compagnie Luxair s'écrase à l'approche de l'aéroport de Luxembourg Findel. Premier accident de la compagnie depuis sa création en 1961, cet accident fera 20 morts sur les 22 personnes à bord de l'appareil. Les deux rescapés sont le commandant de bord et un passager. Le non-respect des procédures et une anomalie de conception du dispositif de commande du calage des hélices seraient à l'origine de cet accident.
- 21 décembre 2002 un ATR 72-202 version fret de la compagnie taïwanaise TransAsia Airways décolle de Taipei à 1 h 5 (UTC+08:00) à destination de Macao transportant une cargaison de tissu, de cuir et de matériaux électroniques. Moins d'une heure après son départ, le copilote contacte le contrôle de Taipei pour un problème d'altitude. L'avion décroche finalement et s'écrase quelques minutes plus tard en mer de Chine tuant les deux pilotes à bord.
- 23 décembre 2002 : le vol 2137 Aeromost-Kharkov percute une montagne lors de son approche d'Ispahan en Iran. L'Antonov An-140 transportait 44 personnes, dont aucune n'a survécu.

### 2003
- 8 janvier 2003 : le vol 634 THY Turkish Airlines s'écrase durant son approche de l'aéroport de Diyarbakir en Turquie à la suite de mauvaises conditions de visibilité. On compte cinq survivants parmi les 80 personnes à bord.
- 8 janvier 2003 : vol 5481 Air Midwest, un Beechcraft 1900D s'écrase juste après son décollage de l'aéroport international Charlotte-Douglas en Caroline du Nord. Les deux membres de l'équipage et les 19 passagers à bord sont tués et une personne au sol est légèrement blessée.
- 19 février 2003 : l'écrasement d'un Iliouchine Il-76 de l'armée de l'air iranienne dans le sud de l'Iran tue ses 302 occupants.
- 6 mars 2003 : vol 6289 Air Algérie, un Boeing 737-200 appartenant à la compagnie nationale algérienne Air Algérie effectuant la liaison intérieure Tamanrasset-Alger via Ghardaïa s’écrase peu après le décollage de l'aéroport de Tamanrasset (à 1 800 km au sud d’Alger) des suites d’une panne moteur, causant la mort de 102 passagers et membres d’équipage. Un seul survivant doit sa vie à son aspiration hors de la cabine et à sa chute sur un banc de sable due au fait qu’il n’avait pas attaché sa ceinture de sécurité. Cette catastrophe a été imputée au vieillissement de l’appareil et à la négligence de la maintenance au sol.
- 21 mars 2003 un A321-131 de la compagnie TransAsia Airways écrase à l'atterrissage un véhicule utilitaire sur l'aéroport de Taina, au Sud de Taiwan. Deux blessés, présents sur la piste d'atterrissage au moment du choc sont à déplorer. L'avion transportant 175 passagers a subi d'importants dégâts structurels.
- 26 mai 2003 : vol 4230 UM Airlines- un Yakovlev Yak-42 s'écrase en Turquie non loin de Maçka tuant ses 75 occupants. Les 62 passagers étaient des soldats espagnols.
- 8 juillet 2003 : vol 139 Sudan Airways: un Boeing 737 s'écrase après que le pilote a signalé des problèmes techniques lors de son approche. Le Boeing 737 s'écrase à 5 km de l'aéroport de Port-Soudan au Soudan. Il n'y aura qu'un seul survivant parmi les 117 personnes à bord, un petit garçon de deux ans, mais il meurt peu de temps après des suites de ses blessures.
- 22 novembre 2003 : un Airbus A300 de la compagnie DHL est touché par un missile tiré par un groupe islamiste. Ses circuits hydrauliques sont coupés. Sans gouverne, l'équipage décide alors de tenter de poser l'avion en ajustant individuellement la puissance des moteurs et y parvient pour la première fois dans l'histoire de l'aviation commerciale malgré une sortie de piste.
- 25 décembre 2003 : le vol 141 UTA s'écrase en mer après avoir tenté de décoller de l'aéroport international de Cotonou au Bénin. Le Boeing 727-223 de provenance douteuse, immatriculé 3X-GDO à destination de Dubaï qui datait de 1977 était opéré par un équipage incompétent, l'appareil était surchargé, mal centré et mal entretenu. Le copilote a déclaré peu avant le décollage : « Si on arrive à décoller aujourd’hui, je te le dis, ça sera une performance ! Chaque passager est monté à bord avec une valise cabine de vingt kilogrammes vous verrez si on décolle ou si on tombe dans la mer ! ». En effet, l'avion centré trop avant, percutera une cabine de chantier et un mur en béton avant de s'abîmer en mer tuant 141 personnes. Les bagages éventrés ont été pillés par les badauds. Il n'y aura que 22 survivants dont le commandant de bord. Cet accident est une caricature tant il était prévisible. Rapport du BEA le confirmant[1].

### 2004
- 3 janvier 2004 : vol 604 Flash Airlines, un Boeing 737 appartenant à la compagnie aérienne égyptienne Flash Airlines s’abîme en mer Rouge, à une dizaine de kilomètres des côtes, peu après son décollage de l’aéroport de la station balnéaire de Charm el-Cheikh, entraînant la mort de 148 personnes dont 135 touristes français. Les enquêteurs égyptiens concluent qu’il s’agit d’une défaillance technique (plusieurs instruments étaient en dysfonctionnement, faute d'entretien), ce que contestent le BEA français et le NTSB américain pour lesquels serait intervenu également le facteur humain : désorientation spatiale du commandant de bord par nuit noire, manque de réaction énergique du copilote et, d'une façon générale aucun des trois pilotes dans le cockpit n'avait reçu, de la part de la compagnie Flash Airlines, une formation sur l'organisation des tâches en vol face à une défaillance technique. Cet accident a eu pour conséquence principale l'établissement d'une liste noire européenne des compagnies ne respectant pas le calendrier d'entretien de leurs avions, spécialement au niveau de la sécurité avec, comme sanction à la clé, l'interdiction de vol dans le ciel de l'Union européenne.
- 10 février 2004 : le vol 7170 Kish Air s'écrase à l'aéroport de Charjah aux Émirats arabes unis tuant 43 personnes. Il n'y a que trois survivants.
- 24 août 2004 : un double attentat (Vol Volga-AviaExpress 1353 / Vol Siberia Airlines 1047) aérien en Russie sur un Tupolev Tu-154 reliant Moscou à Sotchi et un Tupolev Tu-134 reliant Moscou à Volgograd fait 89 morts. L’action est revendiquée par les Brigades Al-Islambouli (Kata’ib al-Islambuli).
- 19 octobre 2004 : un BAe Jetstream 32 opérant pour AmericanConnection (en), une petite compagnie privée, et assurant la liaison Saint-Louis/Kirksville (Missouri) s'écrase à 6,4 km de l'aéroport de Kirksville en raison du manque de visibilité. Les deux pilotes et 11 des 13 passagers sont tués, les deux survivants sont grièvement blessés.
- 21 novembre 2004 : vol 5210 China Eastern Airlines, un Bombardier CJR 200 de la compagnie chinoise China Eastern Airlines assurant la liaison entre Baotou, en Mongolie-Intérieure et Shanghai s’écrase dans un parc peu après son décollage tuant les 53 personnes à bord et deux personnes au sol.
- 30 novembre 2004 : un McDonnell Douglas MD-82 appartenant à la compagnie indonésienne Lion Air sort, à l’atterrissage, de la piste détrempée de l’aéroport de Surakarta (île de Java), faisant 26 morts.

### 2005
- 3 février 2005 : vol 904 Kam Air un Boeing 737 de la compagnie Kam Air s’écrase en Afghanistan faisant 104 victimes.
- 16 juillet 2005 : le vol Equatair (en) assurant la liaison entre Malabo et Bata en Guinée équatoriale touche des arbres puis s'écrase contre une montagne à 30 km de Malabo. L'avion, un Antonov 24B avait changé plusieurs fois de compagnie et était très peu entretenu. Le nombre de personnes ayant péri dans l'accident n'est pas connu précisément, le gouvernement annonçant 60 personnes à bord et la compagnie seulement 45.
- 5 août 2005 : le vol air France 358 sort de la piste d'atterrissage après avoir touché le sol trop loin à l'aéroport de Toronto et prend feu. L'accident fera 43 blessés dont 1 grave parmi les passagers et membres d'équipage, mais aucune victime a déplorer grâce à une évacuation d'urgence réussie
- 6 août 2005 : vol Tuninter 1153, un avion de ligne ATR 72 de la compagnie Tuninter, qui assurait la liaison Bari-Djerba et qui transportait 38 personnes à bord, parvient à amerrir au large de la Sicile en panne sèche à la suite d'une modification de l'indicateur de carburant d'origine par celui d'un autre type d'ATR, série 42. 23 rescapés, 13 morts, trois disparus.
- 14 août 2005 : vol 522 Helios Airways, un Boeing 737 de la compagnie chypriote Helios Airways, avec 115 passagers à son bord dont 48 enfants et 6 membres d’équipage en provenance de Larnaca en Chypre à destination de Brno en République tchèque s’écrase sur une zone non habitée à Varnavas, à 40 kilomètres d’Athènes en Grèce. Il n’y a aucun survivant. L'enquête, appuyée par un essai expérimental en vol avec le même type d'appareil conclut à un problème de pressurisation. En effet, l'interrupteur commandant cette dernière avait été placé sur la position « Manual » par l'équipe de maintenance au sol quelques heures avant le décollage. Il aurait fallu que cet interrupteur soit placé par l'équipage en position « Auto » avant le décollage afin que la cabine soit correctement pressurisée. Alors qu'en cabine les masques à oxygène (opérationnels pour 12 minutes) étaient tombés au profit des passagers, dans le cockpit, en dépit de l'alarme sonore déclenchée, les pilotes n'ont pas mis leurs masques car ils pensaient n'avoir affaire qu'à un problème de climatisation. Ils ont rapidement perdu connaissance par hypoxie tandis que l'avion continuait son ascension automatique jusqu'à son altitude prévue de 10 000 m. L'avion, poursuivant sa route sous pilotage automatique, est arrivé à Athènes où il s'est mis, de lui-même, à tourner autour de la ville sur un circuit d'attente, faute d'instructions. Après environ 3 h 30 de vol, l'appareil se crashe sur le flanc d'une montagne, à court de carburant. À cette époque, c'est la plus grave catastrophe de l'aviation civile pour ce qui est des victimes grecques.
- 16 août 2005 : vol 708 West Caribbean, un McDonnell Douglas MD-82 de la compagnie colombienne West Caribbean Airways s’écrase dans la zone montagneuse de Sierra de Perija, dans l’ouest du Venezuela, avec 152 passagers à bord dont un enfant, tous de nationalité française et huit membres d’équipage de nationalité colombienne. L’avion reliait le Panama à la Martinique. Il n’y a aucun survivant. Il s'agit à l'époque de la pire catastrophe aérienne survenue dans l'aviation civile pour ce qui est des victimes françaises.
- 23 août 2005 : vol 204 TANS, un Boeing 737-200 s’écrase au Pérou faisant 40 morts.
- 5 septembre 2005 : vol 091 Mandala Airlines, un Boeing 737-200 s’écrase sur un centre habité de Sumatra, Indonésie, tuant 111 des 117 personnes à bord ainsi que 49 personnes au sol.
- 22 octobre 2005 : vol 210 Bellview Airlines, un Boeing 737 de la compagnie aérienne Bellview Airlines s’abîme en mer peu après son décollage de Lagos. L’avion, qui se rendait à Abuja, transportait 116 personnes.
- 6 décembre 2005 : crash à Téhéran d’un C-130 de l’armée de l’air iranienne tuant les 94 passagers et membres d’équipage dont 68 journalistes ainsi que 22 habitants d’un immeuble.
- 10 décembre 2005 : vol 1145 Sosoliso Airlines, un DC-9 de la compagnie privée aérienne nigériane Sosoliso Airlines prit feu lors de son atterrissage forcé sur l’aéroport international de Port Harcourt, 107 morts et trois survivants.
- 19 décembre 2005 : vol 101 Chalk's Ocean Airways, un hydravion Grumman G-73T Mallard assurant la liaison entre Miami et une île de l'archipel des Bahamas perd, une minute après son décollage, son aile droite à 150 m d'altitude et s'abîme en mer près de Miami. Les deux membres d'équipage et les 18 passagers sont tués. L'enquête du NTSB pointe une maintenance technique très insuffisante et le manque de vigilance de la FAA pour un appareil de 60 ans. La compagnie disparaît peu après l'accident.
- 23 décembre 2005 : le vol 217 Azerbaijan Airlines s'écrase près de Nardaran (en) en Azerbaïdjan, causant le décès des 23 occupants de l'Antonov An-140.

### 2006
- 19 janvier 2006 : lors d'un vol militaire slovaque Antonov AN-24, un Antonov AN-24 de l’armée slovaque ramenant des soldats de la KFOR en mission de maintien de la paix au Kosovo s’écrase en Hongrie, 42 des 43 personnes à bord sont tuées, un seul survivant. L’enquête avance la thèse d’une erreur de pilotage. C’est le plus grave accident aérien que connaît la Slovaquie depuis son indépendance le 1er janvier 1993.
- 3 mai 2006 : le vol 967 Armavia, un Airbus A-320 de la compagnie Armavia transportant 113 personnes dont six enfants et huit membres d’équipage dans un vol assurant la liaison entre Erevan en Arménie et la station balnéaire russe de Sotchi s’abime en mer Noire. Aucun survivant.
- 10 mai 2006 : Un BAe 146 de la Atlantic Airways s'écrase à Sørstokken-Stord (Norvège), tuant 4 passagers. Les raisons de l'accident sont une panne des spoilers.
- 9 juillet 2006 : le vol 778 Sibir, un Airbus A310 de la compagnie Sibir transportant 203 personnes percute un mur après une sortie de piste lors de l’atterrissage à Irkoutsk, en Russie, faisant 125 morts.
- 10 juillet 2006 : le vol 688 Pakistan International Airlines s'écrase dans un champ peu après son décollage tuant ses 45 passagers et membres d'équipage. L'avion était un Fokker F27.
- 22 août 2006 : le vol 612 Pulkovo Airlines, un Tupolev Tu-154 de la compagnie Poulkovo Airlines qui effectuait la liaison entre Anapa, une station balnéaire de la mer Noire et Saint-Pétersbourg s’écrase en Ukraine près de Donetsk faisant 170 victimes (160 passagers et 10 membres d’équipage).
- 27 août 2006 : le vol Comair 5191 de la compagnie aérienne Delta Air Lines s'est écrasé dans un bois à un peu plus d'un kilomètre de l'aéroport Blue Grass de Lexington (Kentucky). Il s'agit d'un Bombardier CJR 100 de transport régional. Un seul survivant parmi les 50 personnes à bord.
- 29 septembre 2006 : vol 1907 Gol, un Boeing 737-800 de la compagnie brésilienne Gol Transportes Aéreos entre en collision avec un jet d’affaires Embraer Legacy  et s’écrase dans le Mato Grosso au Brésil. L’Embraer Legacy, avec sept personnes à bord, a atterri sans faire de blessés. Aucune des 154 personnes à bord du Boeing 737 n’a survécu.
- 10 octobre 2006: Un BAE 146-200 (avec 12 passagers et quatre membres d’équipage), assurant le vol RC670 d’Atlantic Airways de Stavanger à Molde via Stord (Norvège), ne parvint pas à s’arrêter sur les 1 200 m de piste de l'aéroport de Stord. Il sorti de la piste, tomba dans un ravin et s’enflamma. Quatre personnes à bord ont été tuées. Douze autres (dont les deux pilotes) ont survécu et n’ont été que légèrement blessées. L’enquête a montré que l’accident est dû à une panne des spoilers (aérofreins) à l’atterrissage et à la piste humide qui a favorisé l’apparition d’une fine couche d’eau sous les roues réduisant la puissance du freinage.
- 19 octobre 2006 un B90 (Beechcraft) s'écrase à 0 h 40 en bout de piste de l'aéroport de Besançon-La Vèze. L’avion affrété en EVASAN pour effectuer un prélèvement de foie à Amiens, quitta le sol après avoir longuement roulé (950 m) en prenant peu de hauteur, heurta la cime de arbres situés à 250 m en bout de piste, explosa et s’enflamma. Quatre personnes étaient à bord. Il n' y eut aucun survivant. Il semble probable qu'il s'agissait d'un vol d'instruction sauvage.
- 29 octobre 2006 : le vol 53 ADC Airlines s'écrase juste après son décollage de Abuja au Nigeria, sans doute à cause des mauvaises conditions météo. Sur les 105 personnes à bord du Boeing 737, 96 meurent ainsi qu'une personne au sol.

### 2007
- 1er janvier 2007 : vol 574 Adam Air, un Boeing 737-400 de la compagnie aérienne indonésienne Adam Air reliait Surabaya, dans l’Est de l’île de Java à Manado (Célèbes) avec 96 passagers (85 adultes, sept enfants et quatre nourrissons) et six membres d’équipage. Il pique à grande vitesse et se disloque avant de s’abîmer en mer aux environs de Polewali Mandar. Aucun survivant.
- 7 mars 2007 : un Boeing 737-400 de la compagnie indonésienne Garuda reliant Jakarta à Yogyakarta avec sept membres d’équipage et 133 passagers se pose violemment à Yogyakarta, fait une sortie de piste avant que l’appareil ne s’embrase. 21 morts.
- 5 mai 2007 : vol 507 Kenya Airways, un Boeing 737-800 effectuant la liaison entre l'aéroport international de Douala et Nairobi avec 9 membres d’équipage et 105 passagers, s’écrase dans la jungle quelques minutes après son décollage. Aucun survivant.
- 17 juillet 2007 : vol 3054 TAM, un Airbus A320 de la compagnie TAM Linhas Aéreas heurte un entrepôt d’essence après avoir raté son atterrissage à l'aéroport de Congonhas de São Paulo, au Brésil. Il y avait 187 personnes à bord de l’appareil, aucune n’a survécu. L'accident fait également 12 victimes au sol, portant ainsi le nombre total de victimes à 199. C'est la plus grave catastrophe aérienne qu'a connue le Brésil. Une erreur de pilotage est la cause principale de l'accident.
- 9 août 2007 : le vol 1121 Air Moorea, un De Havilland Canada DHC-6 Twin Otter s'abîme en mer peu après son décollage de Moorea en Polynésie française provoquant la mort des 19 passagers et du pilote.
- 16 septembre 2007 : le vol 269 One-Two-Go, un MD-80 d'une compagnie à bas prix thaïlandaise, s'écrase à l'atterrissage sur l'île de Phuket en Thaïlande avec 130 personnes à son bord. Les mauvaises conditions météo semblent être à l'origine de l'accident qui aurait fait 90 morts. C'est la deuxième fois qu'une compagnie aérienne à bas prix serait impliquée dans un écrasement mortel.
- 4 octobre 2007 : un vol Africa One (en), un avion cargo Antonov-26, s'écrase peu après son décollage sur un quartier résidentiel de la commune de Masina dans l'est de Kinshasa en république démocratique du Congo. Cet avion avait à son bord, outre trois membres d'équipage, 20 passagers qui ont tous péri. 14 personnes ont été tuées au sol. La compagnie Africa One est sur la liste noire européenne (Liste des compagnies aériennes qui font l'objet d'une interdiction d'exploitation dans l'Union européenne).
- 9 octobre 2007 : le vol Compañía Nacional de Aviación, une compagnie aérienne privée Colombie s'écrase le 8 octobre alors qu'il survolait une zone où se trouvent de nombreuses plantations de coca. L'avion avait décollé de l'aéroport militaire de Villavicencio pour un vol d'une trentaine de minutes avec à son bord trois membres d'équipage ainsi que quinze militaires appartenant à une unité spéciale qui combat les FARC et les trafiquants de drogues. Les restes du Let-410VP-E Turbolet ont été retrouvés le 12 octobre sur une montagne à plus de 3 600 m. Étant donné la violence de l'accident et le mauvais temps, aucun sauvetage n'a été tenté.
- 30 novembre 2007 : le vol 4203 Atlasjet Airlines, une compagnie aérienne turque, s'est écrasé vers 1 h 20 près de Isparta en Turquie. Les 57 personnes à bord ont toutes péri dans la catastrophe. Le MD-83 a heurté le flanc d'une montagne lors de son approche de l'aéroport d'Isparta.

### 2008
- 17 janvier 2008 : le vol British Airways 038 s'écrase au seuil de la piste 27L à Londres Heathrow à 12 h 42 à cause d'une panne des deux moteurs en même temps pendant l'approche. L'avion revenait de Pékin et transportait 136 passagers pour 16 membres d'équipage. Il n'y a aucune victime à bord du Boeing 777-200ER, seulement 14 blessés. L'avion est non-réparable.
- 1 février 2008 : Les pilotes du vol Lloyd Aéreo Boliviano 301, un Boeing 727-200 (immatriculé CP-2429), ont dû effectuer un atterrissage forcé dans une clairière près de Trinidad, en raison d'une panne sèche. L'appareil, transportant 151 passagers et 5 membres d'équipage, effectuait un vol régulier entre La Paz et Cobija, lorsqu'il a dû se dérouter vers Trinidad en raison de mauvaises conditions météorologiques, ne parvenant finalement pas à parcourir la distance avec le carburant restant. Il n'y a eu aucun décès; l'avion a été endommagé au-delà de toute réparation.
- 21 février 2008 : le vol 518 Santa Barbara Airlines, un ATR 42 s'écrase au Venezuela près de Mérida dans une région montagneuse peu après le décollage. Il est retrouvé le lendemain, il n'y a aucun survivant parmi les 46 personnes à bord. L'analyse des boîtes noires révèle que la cause de l'accident est une erreur des pilotes qui ont décollé avant l'initialisation de leur plateforme inertielle de navigation (checklist bâclée), ce qui a conduit l'appareil sur le flanc d'une montagne. L'aéroport de Mérida, situé dans une cuvette et classé parmi les plus dangereux, a été fermé après l'enquête.
- 15 avril 2008 : un Boeing DC-9 qui effectuait la liaison Goma-Kinshasa en république démocratique du Congo s'est écrasé au décollage sur un quartier populaire de Goma, provoquant la mort de 40 personnes. Une semaine avant cet accident, l'Union européenne avait ajouté Hewa Bora Airways (HBA), compagnie privée qui avait affrété l'avion, à la liste des compagnies interdites en Europe.
- 30 mai 2008 : un Airbus A320 s'écrase à l'atterrissage à l'Aéroport international de Toncontín. Le bilan est de cinq morts, dont trois passagers et deux personnes en voiture, touchées par l'avion qui tentait de freiner sous la pluie[2].
- 31 juillet 2008 : Un Hawker 800 opérant le vol 81 de East Coat Jet s'écrase après une sortie de piste à l'aéroport régional d'Owatonna Degner alors qu'il tentait une remise des gaz. Les 8 personnes à bords périssent dans l'accident.
- 20 août 2008 : un appareil MD-82, vol 5022 Spanair à destination des îles Canaries décolle volets rentrés à Madrid. S'ensuit un décrochage à 50 mètres de hauteur, puis un incendie provoquant la mort de 154 personnes sur les 172 passagers et membres d'équipage.
- 24 août 2008 : le vol 6895 Itek Air, un Boeing 737-200 d'une compagnie kirghize faisant partie de la liste noire des compagnies interdites dans l'Union Européenne, s'écrase près de l'aéroport de Bichkek au Kirghizstan peu après son décollage. Il y aurait eu 83 passagers à bord, dont l'équipe nationale Kirghize de basket-ball, ainsi que sept membres d'équipage. On compterait 68 victimes[3].
- 14 septembre 2008 : le vol 821 Aeroflot-Nord, un Boeing 737-200 effectuant la liaison Moscou - Perm (Russie), opéré par une filiale de la compagnie Aeroflot, s'écrase dans les montagnes de l'Oural, alors qu'il avait entrepris la phase d'approche. Les 82 passagers et les six membres d'équipage ont été tués dans l'accident[4].
- 8 octobre 2008 : le vol 103 Yeti Airlines, un DHC-6 s'est écrasé lors de l'approche finale de l'aéroport de Lukla, dans l'Est du Népal causant la mort de 18 personnes.
- 4 novembre 2008 : un avion privé, appartenant au ministère de l'intérieur du Mexique, en provenance de San Luis Potosi, s'écrase à Mexico peu avant son atterrissage, provoquant la mort des 9 passagers et membres d'équipage, dont celle du ministre de l'Intérieur du pays Juan Camilo Mouriño, ainsi que de 7 personnes au sol.
- 27 novembre 2008 : le vol 888T XL Airways Germany, un Airbus A320 au départ de l'aérodrome de Perpignan effectuant un vol d'essai, s'est écrasé 1 h 30 après le décollage au large de Canet et Saint Cyprien faisant sept morts aucun survivant[5].

### 2009
- 12 février 2009 : le vol Colgan Air 3407, un Dash8-Q400, qui effectuait la liaison entre l'aéroport international Liberty de Newark (État du New-Jersey) et l'aéroport international de Buffalo-Niagara était en vol en approche de l'aéroport lorsque l'avion s'écrase au sol, sur une maison, après que les pilotes ont averti avoir rencontré des conditions givrantes. Tous les passagers et membres d'équipage périssent ainsi qu'une personne au sol, l'accident fait 50 morts.

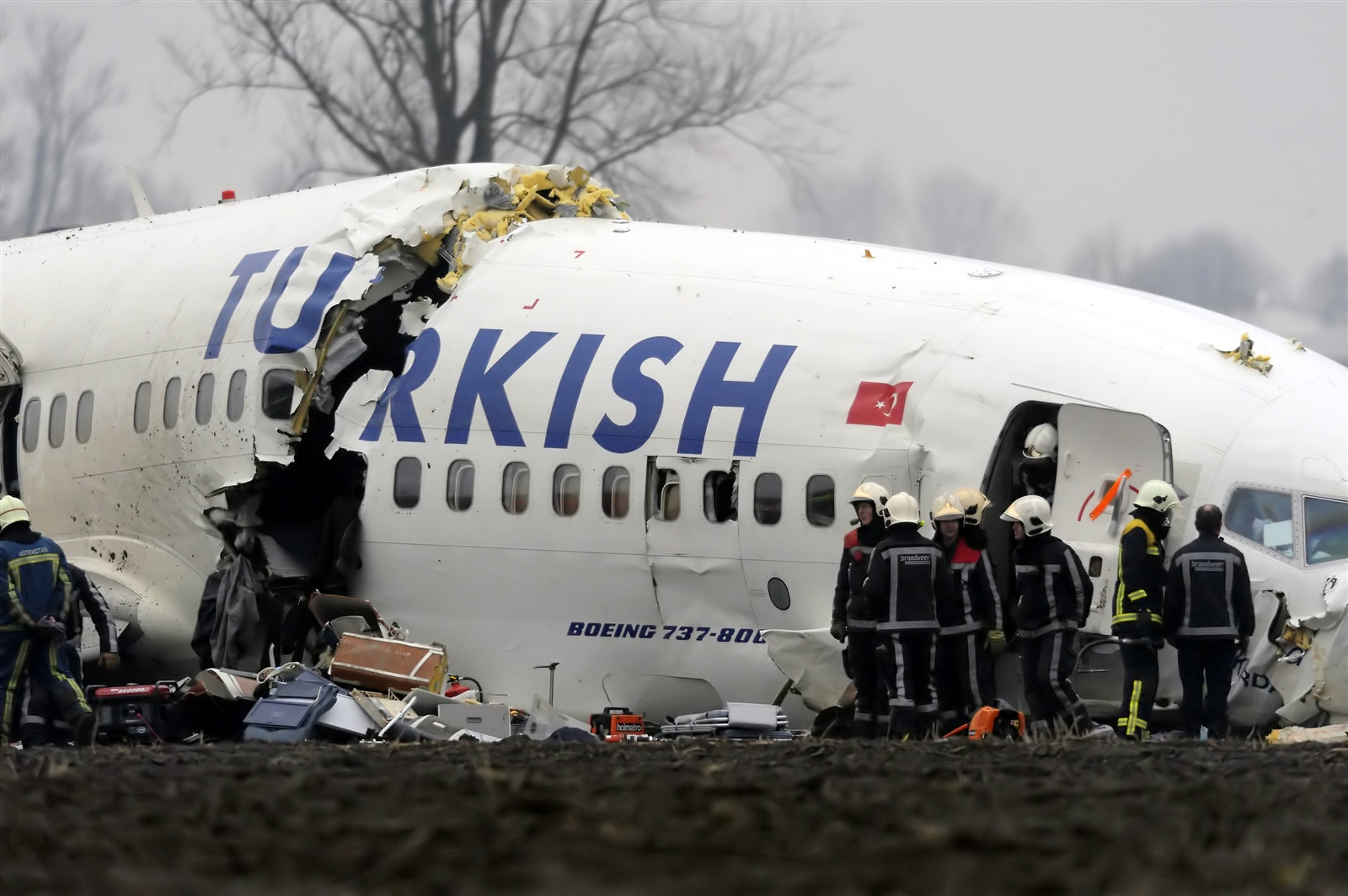
L'avant du Boeing 737-800 de Turkish Airlines accidenté.

- 25 février 2009 : le vol Turkish Airlines 1951 assuré par un Boeing 737-800 s'écrase à Schiphol, aux Pays-Bas, peu avant 10 h (heure locale). Il transportait 135 personnes, dont huit membres d'équipage. Le bilan serait de neuf morts, et 85 blessés. L'avion s'est écrasé sur la Polderbaan, en phase finale d'approche, à quelques kilomètres de la piste.
- 12 mars 2009 : un hélicoptère Sikorsky S-92 de la compagnie Cougar, qui transportait des travailleurs vers la plate-forme d'extraction pétrolière Hibernia, s'abime en mer à 47 milles nautiques de Saint-Jean, Terre-Neuve (Canada), à 9 h 18 locales, tuant 17 personnes. Un seul survivant.
- 6 avril 2009 : un Fokker F27 de l'armée de l'air indonésienne s'écrase sur un hangar de la base aérienne Husein Sastranegara à Bandung en Indonésie, tuant 24 personnes.
- 20 mai 2009 : un Lockheed C-130 Hercules de l'armée de l'air indonésienne s'écrase près de la base aérienne Iswahyudi à Java oriental en Indonésie, avec 98 passagers et 14 membres d'équipage, faisant 97 morts.
- 1er juin 2009 : le vol Air France 447 assuré par un Airbus A330-200 d'Air France transportant 228 personnes dont 216 passagers et qui assurait la liaison Rio de Janeiro-Paris-Charles-de-Gaulle s'abîme dans l'océan Atlantique après avoir émis un dernier message de panne destinée à la maintenance à 4 h 14 (heure de Paris) à environ 950 km au large des côtes brésiliennes. C'est alors la pire catastrophe aérienne française. Après récupération des boîtes noires deux ans après l'accident, l'enquête s'oriente vers un décrochage non maîtrisé après défaillance des sondes Pitot et un manque de formation des pilotes sur les procédures manuelles destinées à contrer un décrochage[6].
- 30 juin 2009 : le vol Yemenia 626 assuré par un Airbus A310 de la compagnie Yemenia s'est abîmé en mer dans la nuit de lundi à mardi entre le Yémen et les Comores avec 153 personnes à bord, dont 11 membres d'équipage. Les passagers avaient quitté Roissy lundi à 8h55 à bord d'un A330 pour se rendre à Marseille, puis à Sanaa, au Yémen. Ils ont ensuite redécollé avec un autre avion, un A310, en direction de Moroni, aux Comores où ils devaient arriver mardi à 1 h (heure de Paris). L'avion s'écrase alors qu'il se trouvait « en phase d'atterrissage », selon une source aéroportuaire. 152 morts, un survivant.
- 15 juillet 2009 : le vol Caspian Airlines 7908 assuré par un Tupolev Tu-154 effectuant la liaison Téhéran-Erevan s'écrase dans le Nord-Ouest de l'Iran environ 16 minutes après le décollage. Il semblerait que le problème soit issu du moteur gauche ayant pris feu alors que l'avion prenait de l'altitude. Les pilotes ont alors cherché un endroit où se poser en urgence, en vain. Le Tupolev s'écrase dans un champ et est complètement détruit. 153 passagers et 15 membres d'équipage se trouvaient à bord de l'appareil, il n'y a eu aucun survivant.